# 山形市立蔵王第一中学校
山形市立蔵王第一中学校（やまがたしりつ ざおうだいいちちゅうがっこう、Yamagata Civic Zaō 1st Junior High School）は、山形県山形市にある公立中学校。略称は「蔵王一中」（ざおういっちゅう）、「蔵中」（ざっちゅう）。

## 学区
- 山形市立蔵王第一小学校、山形市立蔵王第二小学校、山形市立桜田小学校（一部）校区

## 沿革
- 1947年（昭和22年）5月3日 - 南村山郡堀田村立堀田中学校として設立[2]
- 1949年（昭和24年）12月28日 - 校舎完成
- 1950年（昭和25年）10月10日 - 蔵王村立蔵王第一中学校に改称
- 1956年（昭和31年）12月23日 - 町村合併で校名を山形市立蔵王第一中学校に改称

## 所在地
- 山形県山形市蔵王南成沢34

## 部活動

### 運動部
- 野球部（男子のみ）
- サッカー
- ソフトボール部（女子のみ）
- 陸上競技部（長距離・短距離・ハードル走・幅跳び・高跳び・砲丸投げ・男女一緒）
- バレーボール部
- バスケットボール部
- 卓球部
- 剣道部
- 柔道部

### 文化部
- 吹奏楽部
- 総合文化部
- 総合科学部

### その他
駅伝部　(期間限定)
スキー部(期間限定)
総合運動部(外部)
部活動において特に優秀な成績を残しているのは女子バレーボール部と柔道部であり、女子バレーボール部は2007年度市大会、県大会を金井中に続いて準優勝し、東北大会出場を果たした。
柔道部は個人では何度も東北・全国出場し、入賞も果たしている。団体では2010年に女子で県優勝して東北・全国大会で大活躍し、2015年には男子が東北大会出場を果たしました。
その他には総合科学部は県で１位を獲得している。ソフトボール部は県制覇を達成した。総合運動部の水泳部門では全国、東北大会出場経験があり、数多く入賞している。また、駅伝の伝統校であり、全国大会出場経験がある。